# Panarabische Farben

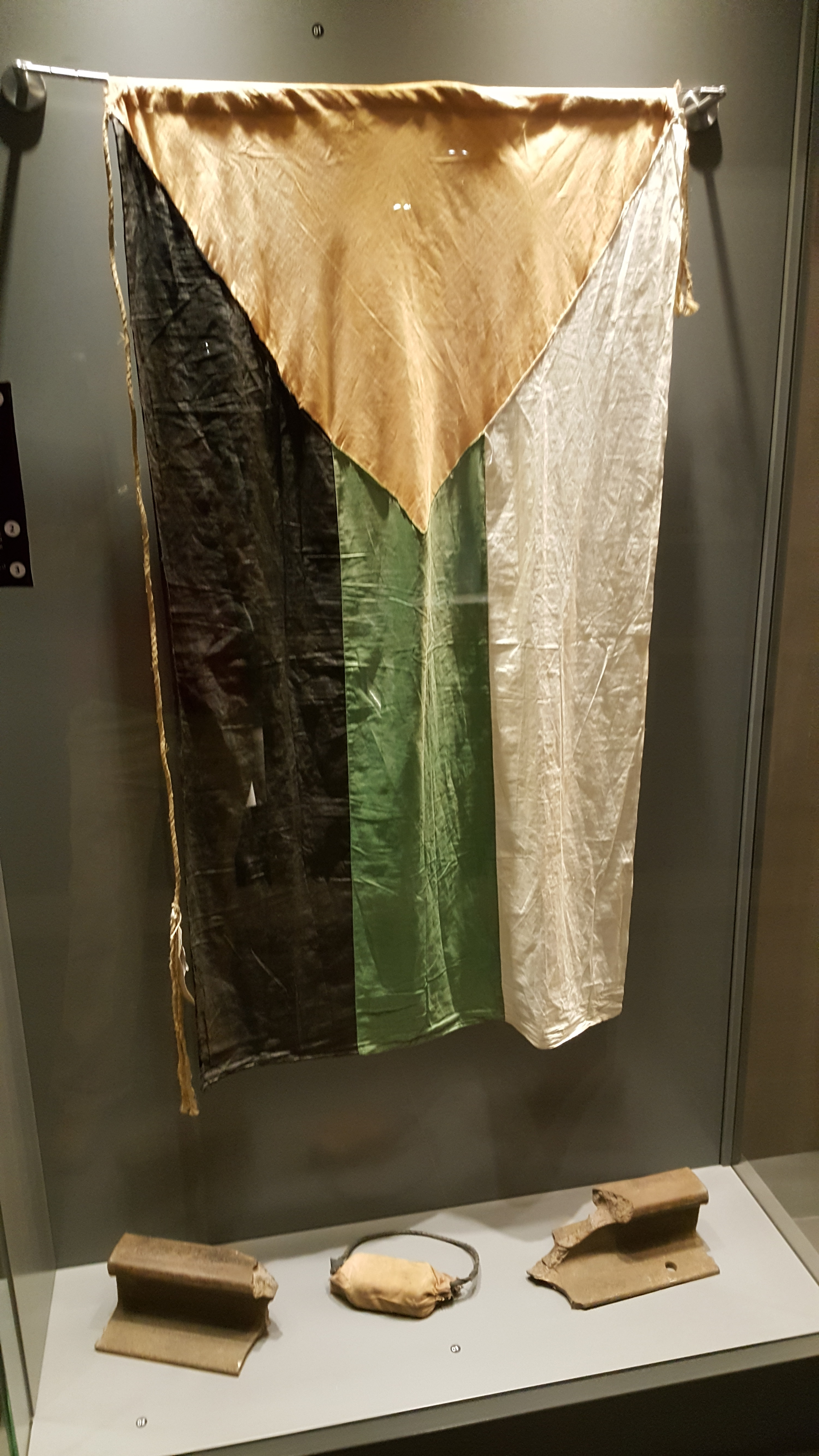
Die Flagge der Arabischen Revolte im Martyrs’ Memorial in Amman.

Arabische Revolutionsfahne von 1916; Flagge des Königreich Hedschas (1916 – ca. 1920) und ehemalige Flagge Palästinas (bis 1948)

Als panarabische Farben bezeichnet man die Farben Weiß, Schwarz, Grün und Rot, die in den Flaggen vieler arabischen Staaten in verschiedenen Kombinationen und Gewichtungen auftreten.

## Geschichte
Die Farben gehen ursprünglich auf die „arabische Revolutionsfahne“ von 1916 zurück, die vom König des Hedschas, Hussein ibn Ali, eingeführt wurde. Ein Exemplar ist im Martyrs’ Memorial, einem Geschichtsmuseum in Amman, ausgestellt. Die Farben Grün, Weiß und Schwarz wurden bereits drei Jahre zuvor von Arabern eingeführt, die gegen die osmanische Herrschaft vorgingen.
Die Farben Schwarz und Weiß sind die Farben des Propheten Mohammed, Grün seine Lieblingsfarbe und Symbol des islamischen Glaubens.
In der Flagge standen die Farben für die drei arabischen Dynastien der Umayyaden (weiß), Abbassiden (schwarz) und Fatimiden (grün). Rot wurde als die Farbe der Scherifen von Mekka und der Haschimiten von König Hussein selbst hinzugefügt.
In dieser Flagge hatten die Farben folgende Deutung:
- Weiß: Unsere Taten
- Schwarz: Unser Kampf
- Grün: Unsere Felder
- Rot: Unsere Schwerter

Basierend auf dieser Flagge entstand in Ägypten im Jahre 1952 die arabische Befreiungsflagge. Sie ist seit der Bildung der Vereinigten Arabischen Republik im Jahre 1958 Vorlage für einige arabische Nationalflaggen und drückt die Unabhängigkeit gegenüber der britischen Fremdherrschaft aus:
- Schwarz steht für die Jahre der Unterdrückung
- Weiß symbolisiert die strahlende Zukunft
- Rot steht für das Blut, das für die Erlangung der Ziele im Kampf vergossen wurde
- Grün (in der ursprünglichen arabischen Befreiungsflagge noch nicht vorhanden) ist die Farbe des Propheten und wird meist als ein oder mehrere Sterne gezeigt

## Verbreitung

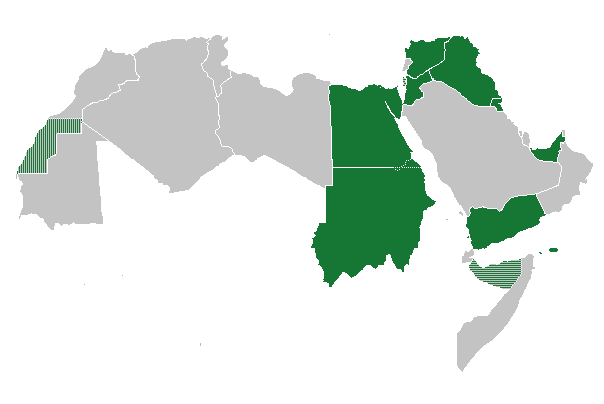
Flaggen mit den panarabischen Farben in der arabischen Welt
Arabische Befreiungsfahne von 1952; Flagge Libyens (1969–1972) und Flagge des Jemen (seit 1990)

## Flaggen nach Vorbild der arabischen Revolutionsfahne

Flagge Palästinas (seit 1948), der Baath-Partei sowie Flagge des Königreich Hedschas (ca. 1920–1926), Transjordaniens (1921–1928) und der Arabischen Föderation (1958)
Flagge Jordaniens (seit 1928)
Flagge Westsaharas Rückseite ohne Symbole; (Westsahara polit. nicht von der UN anerkannt; bei Anerkennung sollen grün und schwarz vertauscht werden)
Flagge der Vereinigten Arabischen Emirate (seit 1971) und Fudschairas (seit 1975)
Flagge Syriens (1932–58 und 1961–63 und wieder seit 2024)
Königreich Syrien (1920)
Britisches Mandat Mesopotamien und später Königreich Irak (1920–1956)

## Flaggen nach Vorbild der arabischen Befreiungsfahne

Flagge Sudans (seit 1970)
Flagge Nordjemens (1962–1990)
Flagge Südjemens (1967–1990, 1994)
Flagge der Vereinigten Arabischen Republik (1958–1972, ab 1961 nur noch in Ägypten), 1980 bis 2024 wieder Flagge Syriens
Flagge der Vereinigten Arabischen Republik von 1963, in Syrien bis 1972, im Irak bis 1991
Flagge der Föderation Arabischer Republiken (1972–1977); in Libyen bis 1977, in Syrien bis 1980, in Ägypten bis 1984
Flagge der Arabischen Islamischen Republik (1973)
Flagge Ägyptens (seit 1984)
Flagge des Jemen (seit 1990)
Flagge Iraks (seit 2008)

## Varianten der Farbkombinationen

Flagge Kuwaits (seit 1961)
Flagge Somalilands (seit 1997)
Flagge Libyens (1951–1969 und seit 2011)